# Stephen Fry
Stephen John Fry, angleški igralec, komik, pisatelj, televizijski voditelj in aktivist, * 24. avgust 1957, Hampstead, London, Združeno kraljestvo.
Je ena izmed najbolj znanih britanskih televizijskih osebnosti, velja za mojstra komedije in uporabe jezika.

## Življenjepis
Bil je težaven otrok, med drugim je bil zaradi svojega vedenja izključen iz dveh šol in odslužil tri mesece zaporne kazni zaradi kraje kreditne kartice. Kljub temu se mu je uspelo vpisati na Univerzo v Cambridgeu, kjer je diplomiral iz angleščine. Na Cambridgeu je spoznal dolgoletnega sodelavca in prijatelja Hugha Laurieja, s katerim sta ustanovila komični duo »Fry and Laurie« ter ustvarila televizijski šov A Bit of Fry & Laurie in komično dramsko serijo Jeeves and Wooster.
Kasneje je nastopal v različnih televizijskih, filmskih in radijskih vlogah, med njimi sta bolj znani vloga Melchetta v nanizanki Črni gad ter naslovna vloga v filmu Wilde, za katero je bil nominiran za zlati globus. Poleg tega deluje kot dolgoletni voditelj britanskega televizijskega kviza QI, bil pa je tudi gost v številnih serijah in oddajah.
Fry odkrito govori o svoji zasebnosti, od svoje istospolne usmeritve do bipolarne motnje, zaradi katere je nekoč zapustil gledališko predstavo, v kateri je imel vlogo, in večkrat razmišljal tudi o samomoru. Svoje izkušnje je pretvoril v vir navdiha in ustvaril dokumentarne filme o duševnih motnjah, homofobiji ter aidsu in napisal štiri romane, dve avtobiografiji ter več neleposlovnih del. Kot navdušenec nad tehnologijo redno uporablja Twitter za komunikacijo z občinstvom in promocijo raznih iniciativ.